# Проклятый путь
«Проклятый путь» (англ. Road to Perdition) — американская гангстерская драма, снятая режиссёром Сэмом Мендесом. Премьера фильма в США состоялась 12 июля 2002 года. Лента основана на графическом романе издательства DC Comics за авторством Макса Аллана Коллинза и Ричарда Пирса Рейнера.
Главные роли исполняют Том Хэнкс и Тайлер Хеклин. Последняя крупная роль в карьере Пола Ньюмана (властный мафиози Джон Руни), выдвинутого за неё на премии «Оскар», «Золотой глобус» и BAFTA. Фильм посвящён памяти оператора Конрада Л. Холла, скончавшегося через полгода после выхода ленты на экраны.

## Сюжет
1931 год, США. Во время Великой депрессии Майкл Салливан-старший работает на ирландского мафиози Джона Руни в Рок-Айленде, штат Иллинойс. Руни вырастил сироту Салливана и полюбил его больше, чем своего сына Коннора. Руни организует у себя поминки для брата своего соратника Финна Макговерна, который явно взволнован и намекает, что ответственность за убийство несет семья Руни. Тот решает отправить Салливана и Коннора на встречу с Макговерном, чтобы утрясти разногласия, однако все оборачивается трагедией. Коннор провоцирует Макговерна  на конфликт, завязывается ссора и Коннор убивает Макговерна, а Салливан вынужден застрелить его телохранителей. Двенадцатилетний сын Салливана Майкл-младший тайно укрылся в машине своего отца и становится свидетелем этого события. Салливан клянется, что его сын не проболтается, и Руни получает собственное личное заверение. На встрече со своими соратниками Руни ругает Коннора за его поступок, когда Коннор вяло извиняется за убийство Макговерна.
Той ночью Руни отправляет Салливана взыскать долг с владельца ресторана Тони Кальвино. Коннор, завидуя тому, что его отец предпочитает Салливана ему, и боясь, что Майкл-младший может заговорить, отправляет вместе с Салливаном письмо для Кальвино. Когда Кальвино читает его, он тянется к своему револьверу, но Салливан первым выхватывает оружие и убивает его вместе с телохранителем. В самом письме Салливан обнаруживает следующий текст: «Убейте Салливана, и все ваши долги будут выплачены». Опасаясь, что его семья в опасности, он спешит домой. Коннор проникает в дом Салливана и убивает его жену Энни и младшего сына Питера. Ему не удается убить задержанного в школе за драку Майкла-младшего, который по возвращении домой умудряется спрятаться от бандита.
Салливан и Майкл-младший покидают Рок-Айленд и направляются в Чикаго в надежде встретиться с Аль Капоне для трудоустройства и узнать местонахождение прячущегося Коннора.
На встрече с Фрэнком Нитти Салливан сообщает о желании работать в Чикагской команде (англ. Chicago Outfit) в обмен на разрешение убить Коннора. Нитти отклоняет предложение, и Руни неохотно позволяет ему отправить убить Салливана наёмного убийцу Харлена Магуайра, любящего фотографировать места преступлений. Магуайр выслеживает отца и сына до придорожной закусочной, но не может убить Салливана. Осознавая намерения Магуайра, Салливан убегает через ванную и перед бегством прокалывает автомобильную шину преследователя.
В ответ Салливан начинает грабить банки с деньгами Капоне, надеясь обменять их на жизнь Коннора. Мафия забирает деньги из находящихся под будущим ударом финансовых учреждений, и Салливан посещает бухгалтера Руни Александра Рэнса в его отеле. Встреча оказывается заранее спланированной ирландцами, и Рэнс задерживает Салливана до прихода Магуайра с дробовиком. В последовавшей за этим перестрелке наёмный убийца непреднамеренно убивает Рэнса, и получает ранение от осколков стекла. Салливан убегает с бухгалтерскими книгами Руни, но Магуайру удается выстрелить ему в левую руку.
Когда  полученная рана начинает давать о себе знать, Майкл-младший отвозит отца на ферму. Там бездетная пожилая пара помогает ему выздороветь, а Салливан-старший сближается со своим сыном. Он обнаруживает из бухгалтерских книг, что Коннор в течение многих лет воровал у своего отца, используя имена мертвых людей (включая Макговерна). Когда Салливаны покидают ферму, они дают паре большую часть украденных денег в качестве компенсации. Салливан рассказывает Руни о проделках его сына во время посещения Массачусетса. Но Руни знает об этом и считает, что его сын скоро всё равно будет убит - если не Салливаном, то людьми Капоне после смерти самого Руни. Мафиози по-прежнему отказывается отдавать сына и убеждает Салливана бежать вместе с Майклом-младшим.
Одной туманной и дождливой ночью Салливан устраивает засаду и убивает телохранителей Руни из автомата Томпсона, а затем подходит к Руни, который принимает свою судьбу и  при стрельбе заявляет: «Я рад, что это ты». Без дополнительных причин защищать Коннора, Нитти раскрывает его местонахождение после того, как Салливан пообещал положить конец вражде. Салливан идет в отель, где прячется Коннор, и убивает его в ванной.
Салливан отвозит сына в пляжный домик своей тети Сары в городке на берегу озера Мичиган Пэддишене. Однако он попадает в засаду и застрелен изуродованным Магуайром. Когда наёмный убийца фотографирует умирающего Салливана, появляется Майкл-младший и направляет на него свой пистолет. Но ребёнок не может заставить себя спустить курок; и когда Магуайр почти уговорил Майкла бросить пистолет, его отец из последних сил убивает преступника из собственного. Перед смертью на руках сына он выражает гордость за его неспособность стрелять в людей. Оплакивая смерть отца, Майкл-младший возвращается к пожилой фермерской паре. Повзрослев, он размышляет о том, что его отец боялся только того, что его сын станет его копией. Майкл заявляет, что никогда не держал в руках оружие после роковой встречи Магуайра и его отца. Когда люди его спрашивают, был ли Салливан хорошим или плохим человеком, он только говорит: «Он был моим отцом».

## В ролях
- Том Хэнкс — Майкл Салливан — старший
- Тайлер Хеклин — Майкл Салливан — младший
- Пол Ньюман — Джон Руни
- Джуд Лоу — Харлен Магуайр
- Дэниел Крейг — Коннор Руни
- Стэнли Туччи — Фрэнк Нитти
- Дженнифер Джейсон Ли — Энни Салливан
- Лиам Эйкен — Питер Салливан
- Дилан Бейкер — Александр Рэнс
- Киаран Хайндс — Финн Макговерн
- Роб Макси — владелец аптеки

## Создание
Роль Аль Капоне должен был исполнить Энтони Лапалья, сыгравший Фрэнка Нитти, правую руку Капоне, в фильме 1988 года «Фрэнк Нитти: гангстер». Однако создатели картины решили не включать в неё это реальное историческое лицо. При этом в титрах Лапалья значится первым в списке людей, которым вынесена «особая благодарность». В «Проклятом пути» Фрэнка Нитти сыграл Стэнли Туччи, а поскольку его персонаж был заядлым курильщиком, актёру приходилось закуривать почти по 80 раз в день. На роль Капоне также претендовали Том Сайзмор и Альфред Молина.
По словам Макса Аллана Коллинза, автора графического романа, положенного в основу картины, фамилия настоящих гангстеров Джона и Коннора Луни была изменена в фильме на Руни. В романе нет персонажа, которого в итоге сыграл Джуд Лоу. Магуайра придумал сценарист Дэвид Селф.
Тайлер Хеклин был выбран на роль сына главного героя из 2000 претендентов. Для съёмок в сценах ограбления банка Хеклину нужно было научиться водить машину, чем он с удовольствием занялся. Юный актёр быстро освоил эту науку, однако во время съёмок его страховал водитель-каскадер.
Фортепьянная пьеса, которую Пол Ньюман и Том Хэнкс играют на похоронах, была исполнена самими актёрами после длительной подготовки.

## Награды
- 2002 — участие в основном конкурсе Венецианского кинофестиваля
- 2002 — премия Британского общества кинооператоров (Конрад Л. Холл)
- 2002 — премия «Золотая лягушка» фестиваля операторского искусства Camerimage (Конрад Л. Холл)
- 2003 — премия «Оскар» за лучшую операторскую работу (Конрад Л. Холл), а также 5 номинаций: лучшая мужская роль второго плана (Пол Ньюман), лучшая работа художников и декораторов (Деннис Гасснер, Нэнси Хэйг), лучший звук (Скотт Миллан, Боб Бимер, Джон Притчетт), лучший монтаж звука (Скотт Хеккер), лучшая оригинальная музыка (Томас Ньюман)
- 2003 — две премии «Сатурн»: лучший фильм в жанре боевик / приключения / триллер, лучший молодой актёр (Тайлер Хеклин)
- 2003 — премия Американского общества кинооператоров (Конрад Л. Холл)
- 2003 — премии BAFTA за лучшую операторскую работу (Конрад Л. Холл) и за лучшую работу художника (Деннис Гасснер), а также номинация за лучшую мужскую роль второго плана (Пол Ньюман)
- 2003 — номинация на премию Эдгара Аллана По за лучший фильм (Дэвид Селф, Макс Аллан Коллинз, Ричард Пирс Рейнер)
- 2003 — номинация на премию «Золотой глобус» за лучшую мужскую роль второго плана (Пол Ньюман)
- 2003 — премия «Молодой актёр» за лучшую главную роль молодого актёра (Тайлер Хеклин), а также номинация за лучшую роль второго плана (Лиам Эйкен)